# 21234 Nakashima
21234 Nakashima è un asteroide della fascia principale. Scoperto nel 1995, presenta un'orbita caratterizzata da un semiasse maggiore pari a 2,6728174 UA e da un'eccentricità di 0,1877628, inclinata di 14,07556° rispetto all'eclittica.